# 塔斯科
塔斯科（IPA：[ˈtasko] ⓘ，因误读又译作塔克斯科），全称塔斯科·德·阿拉尔孔（Taxco de Alarcón），是墨西哥的城市，由格雷羅州負責管轄，是同名市镇的行政中心，距離奇爾潘辛戈135公里，始建於1529年，面積347平方公里，海拔高度1,778米，每年平均降雨量1,159毫米，2005年人口39,587。

## 名称
塔斯科（Taxco）这个名字很可能来源于纳瓦特尔语地名，意思是“球赛的地方”。另一种解释是，这的名称来自于这个词，意思是“水之父所在的地方”，因为在镇中心的阿塔津山（Cerro Atatzin）附近的一个高落的瀑布。
德·阿拉尔孔（de Alarcón）是为了纪念当地的和剧作家 Juan Ruiz de Alarcón，由1872年格雷罗州议会指派。
与墨西哥中部的许多城市一样，该市的徽章是阿兹特克字形符号。这个字形是一个带有戒指、球员和头骨的中美洲球场的形状，源自塔斯科名字的最可能来源。

## 代表元素

### 昵称
塔斯科被誉为“世界白银之都” ，这是因为采矿是新西班牙殖民地时期最具发展势头的经济活动之一。在西班牙统治墨西哥的三个世纪中，白银产量达到了非常高的水平。在此期间发生的富矿使塔斯科成为新西班牙和世界上最重要的采矿中心之一。

## 旅游

### 景点和名胜

#### 圣普里斯卡神庙
圣普里斯卡神庙（Templo de Santa Prisca）是一座殖民纪念碑，这是一座建于1750年代（更准确地说，是在1751年至1758年之间）的建筑，致力于塔斯克的天主教崇拜。

#### 基督纪念碑
基督纪念碑（Cristo monumental）, 也叫“塔斯克基督”（Cristo Taxqueño）是一座高5米、底部高 5 米的纪念雕像，位于塔斯克城所在的阿塔奇山（Cerro de Atachi）的上部，雕像有如一位守望者张开双臂俯瞰塔斯科。这座雕塑作为联邦政府的一项工作于2002年1月开始建造，同年9月竣工，时任市长艾萨克·奥坎波·费尔南德斯（Isaac Ocampo Fernández），格雷罗州长 René Juárez Cisneros，墨西哥总统 Vicente Fox。

#### 卡卡瓦米尔帕洞穴
卡卡瓦米尔帕洞穴国家公园（Parque nacional Grutas de Cacahuamilpa）距离塔斯科30公里，可以看到经大自然雕刻了数千年的洞穴，这些洞穴使这个地方闻名遐迩。此外，它还曾多次成为阿卡普尔科爱乐乐团以及几位知名艺术家举办各种音乐会的场所。

## 图集

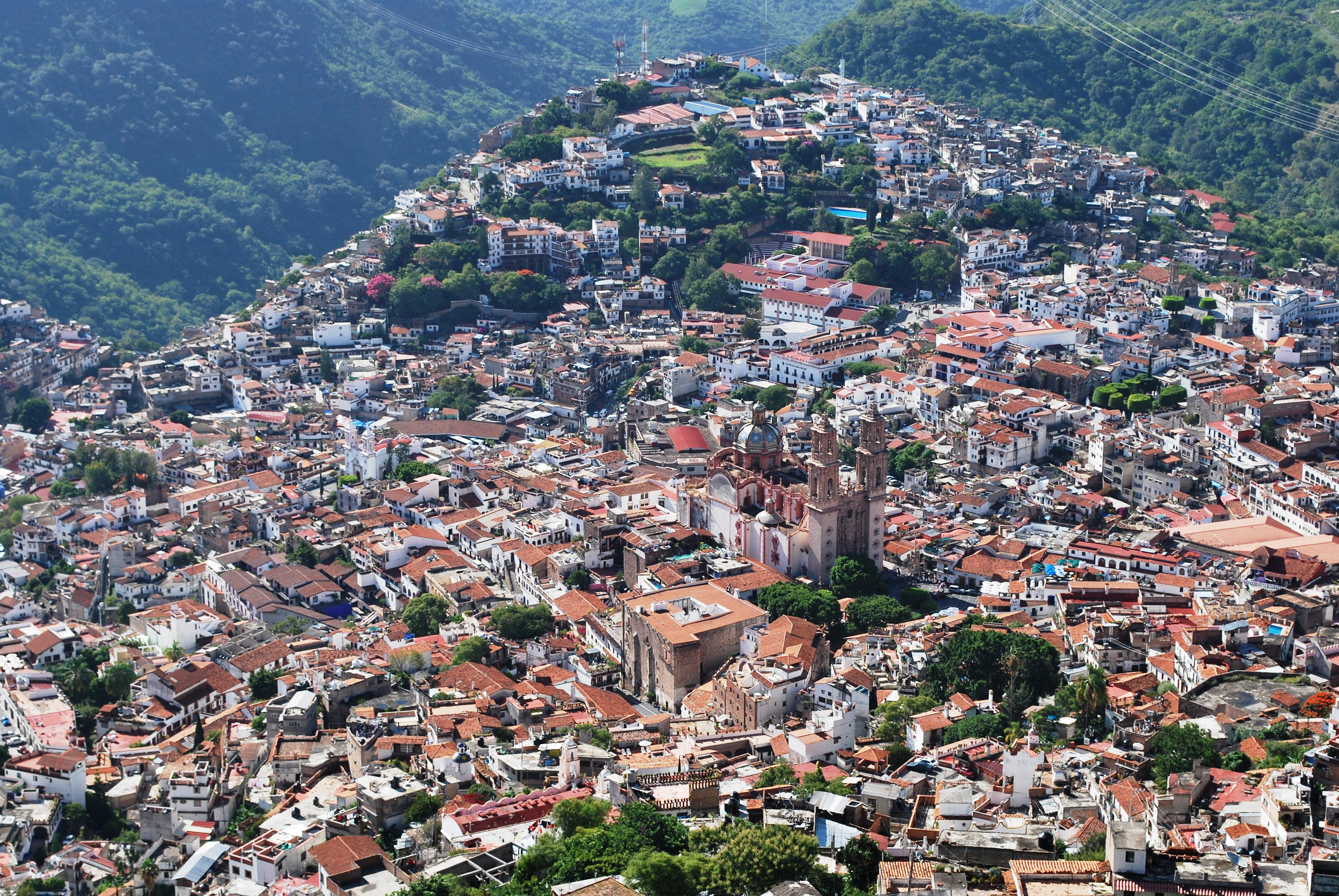
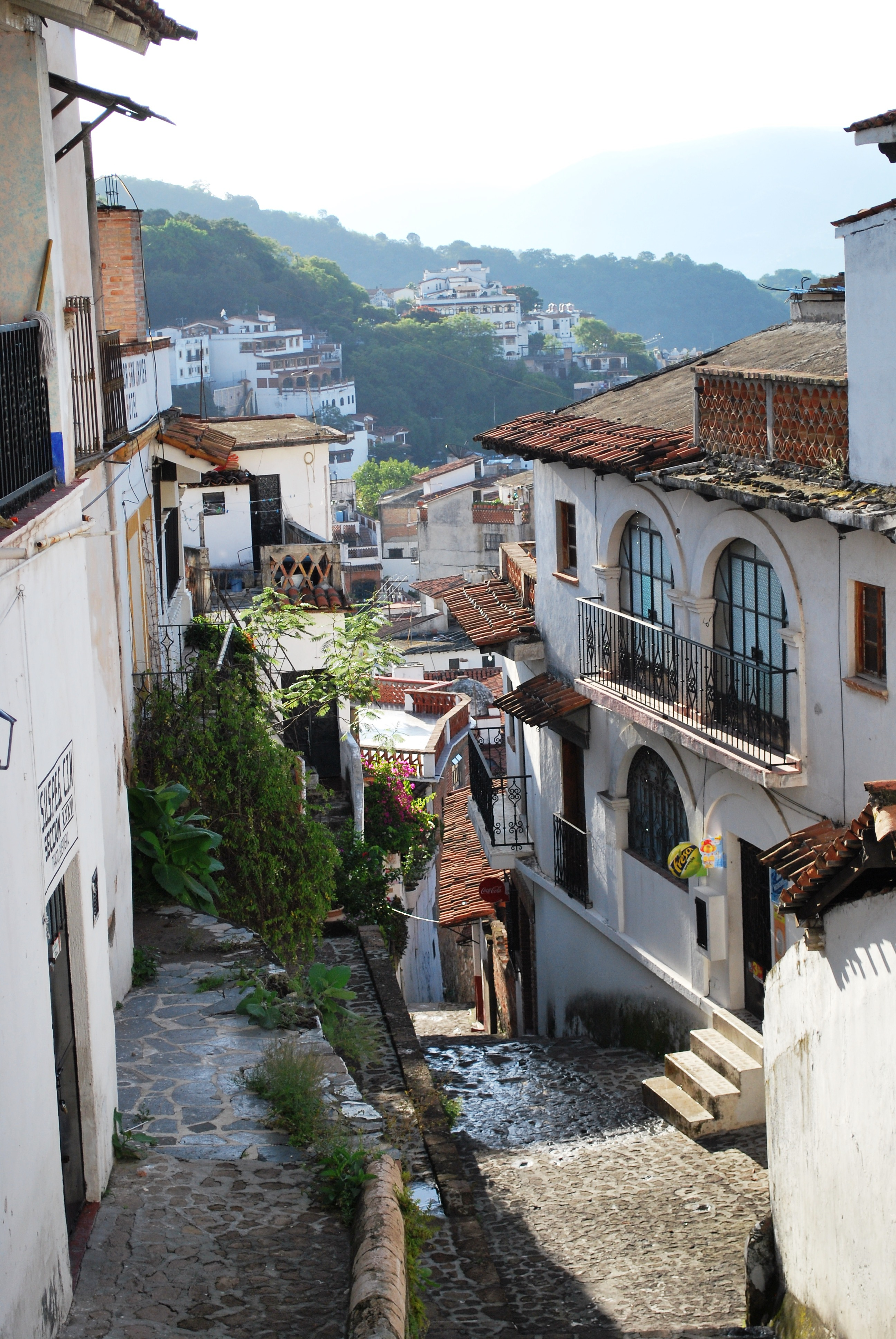
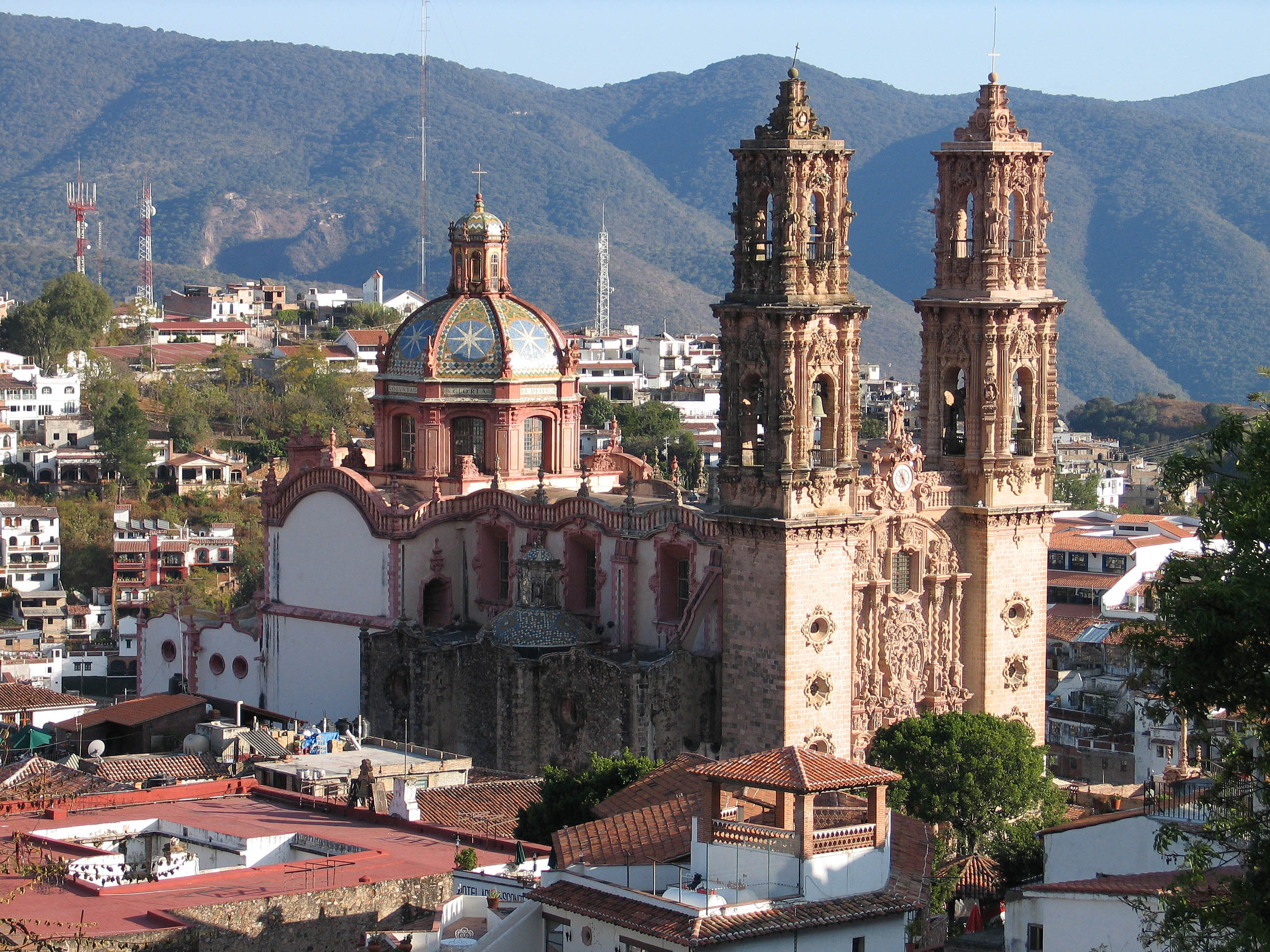
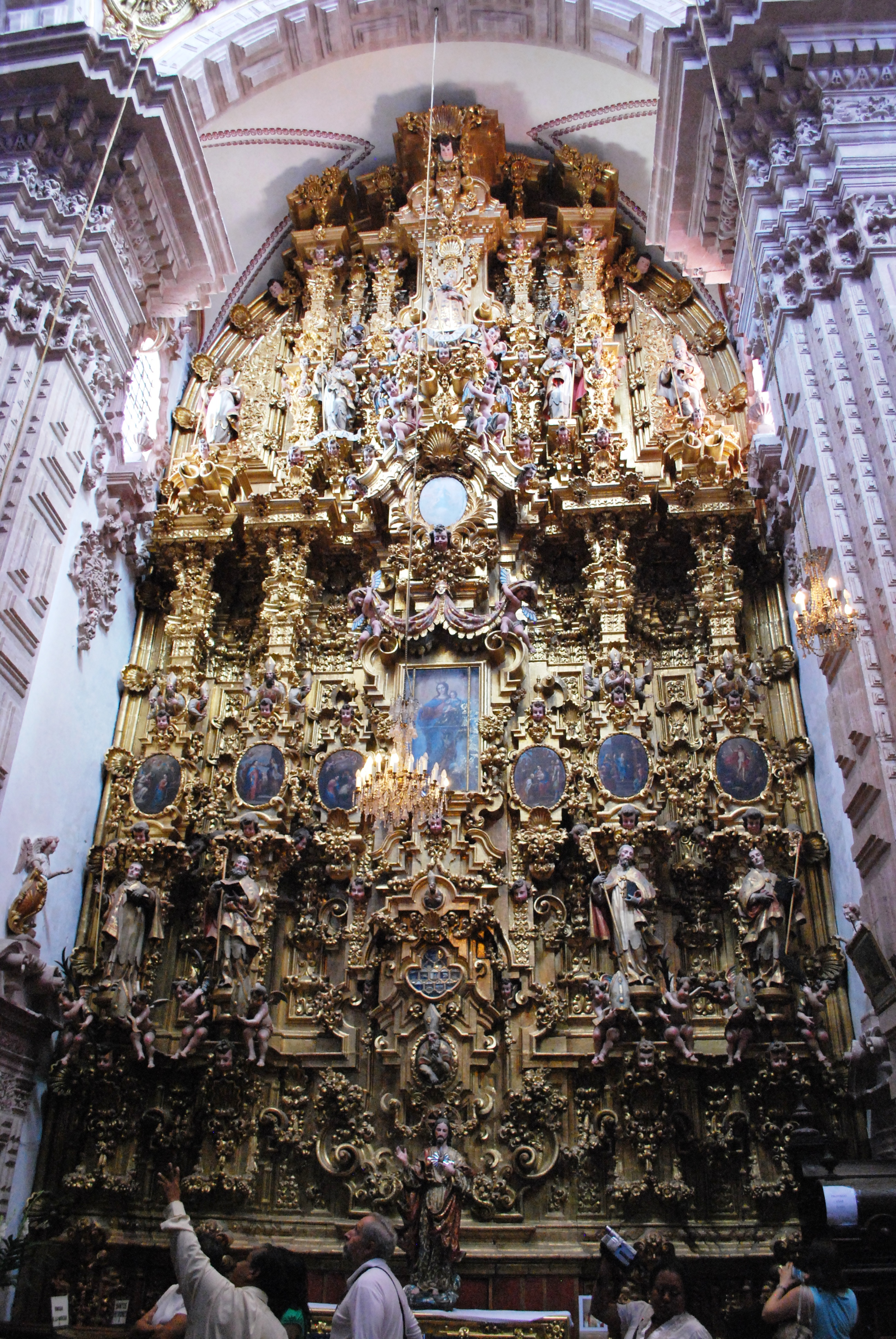
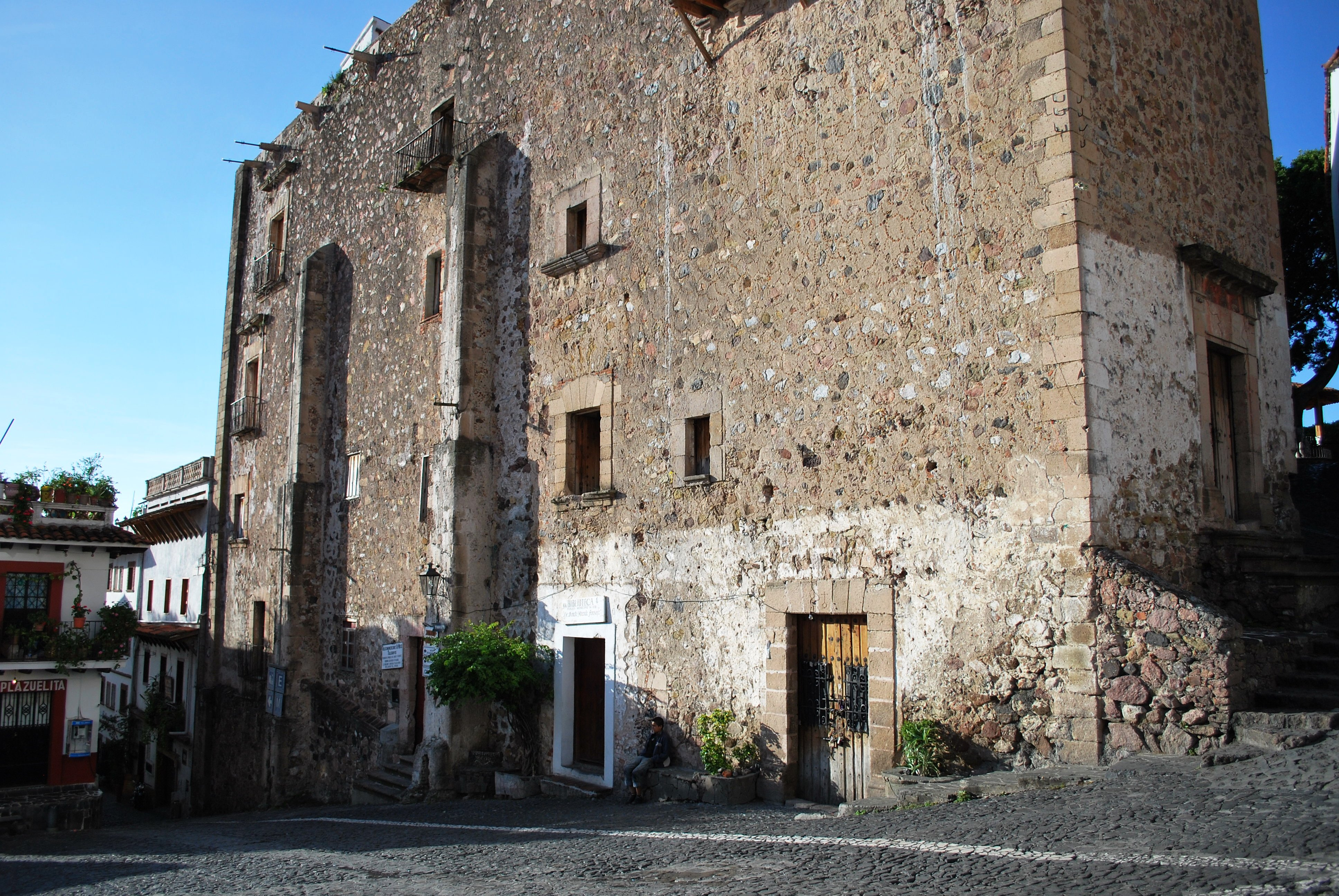
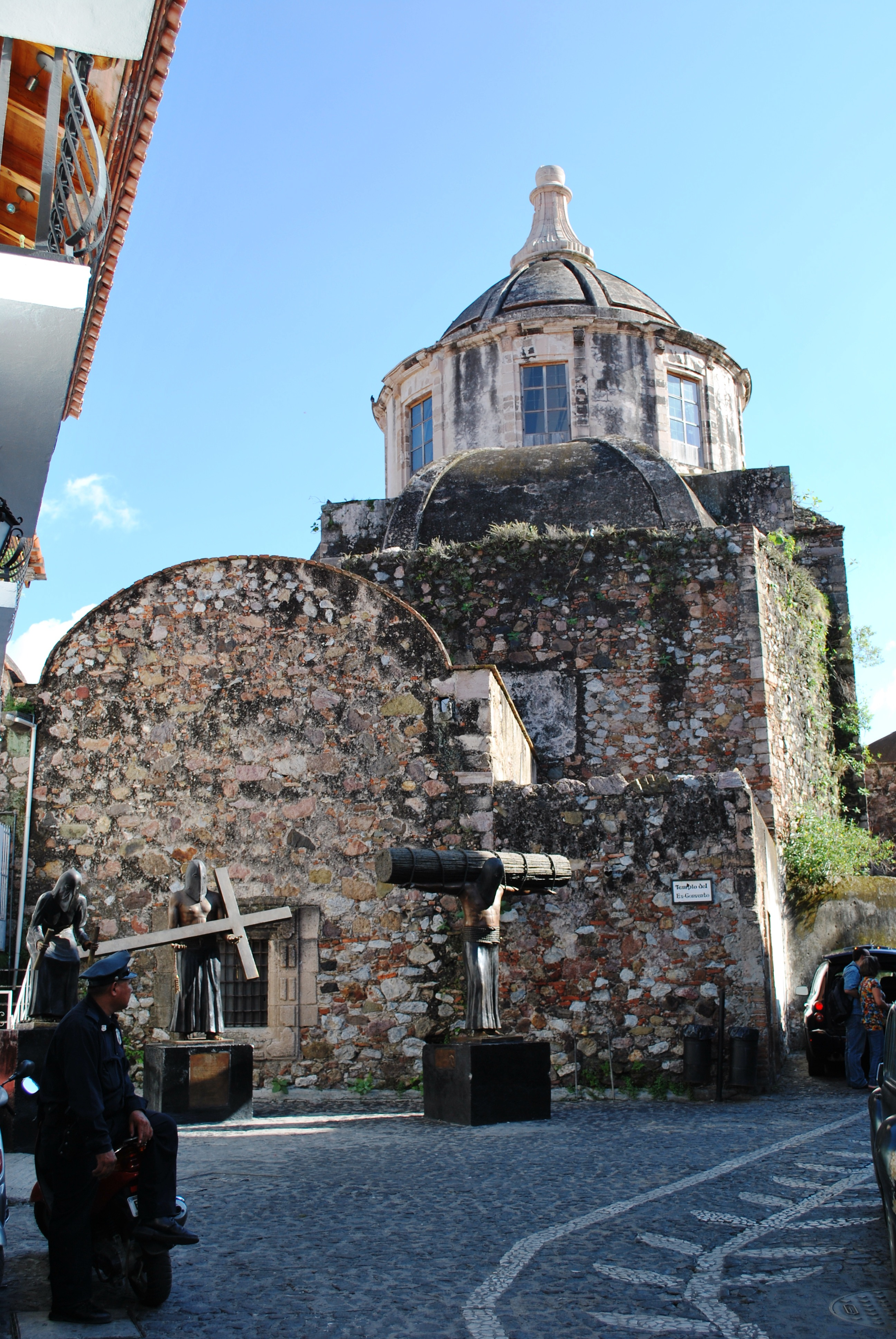
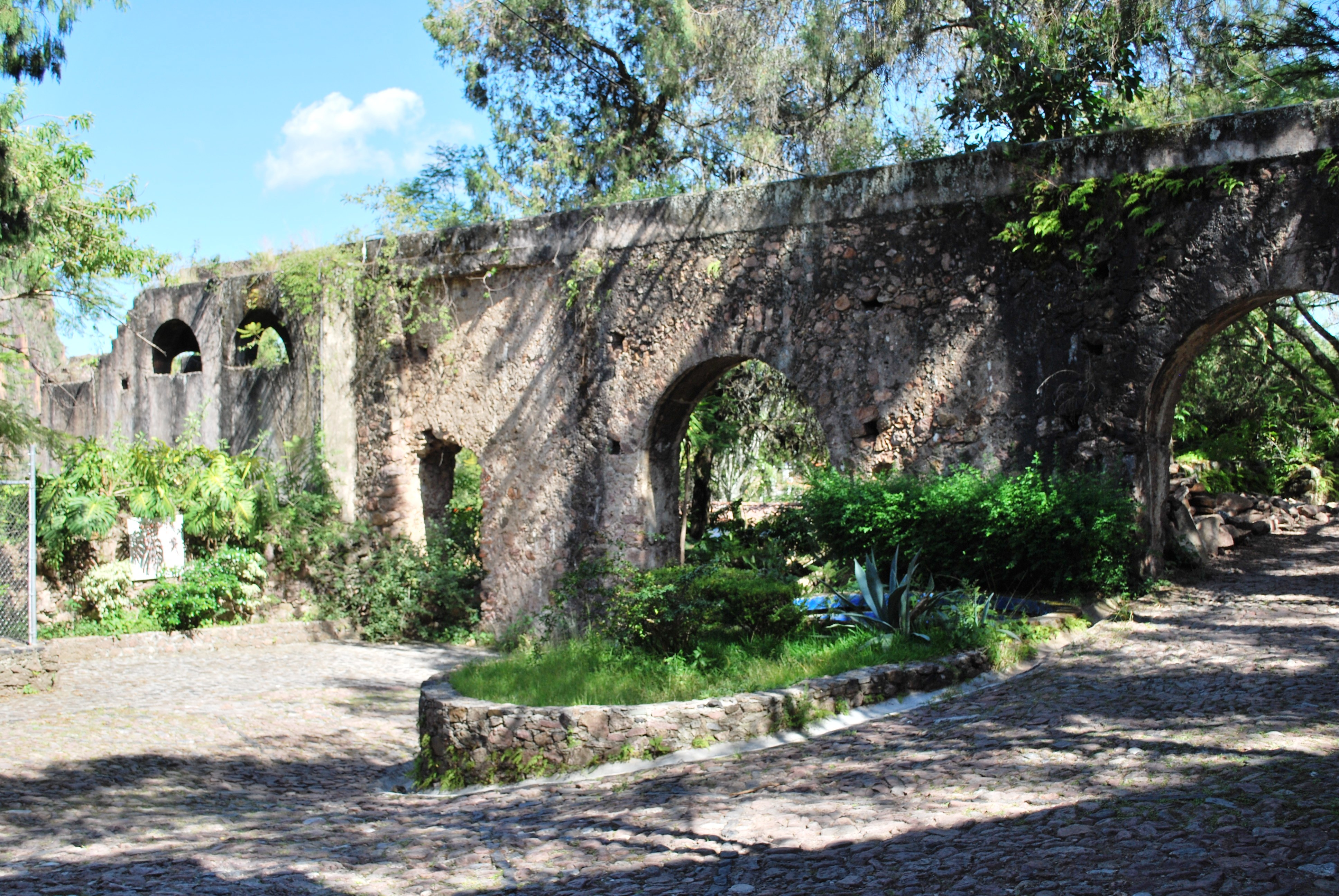
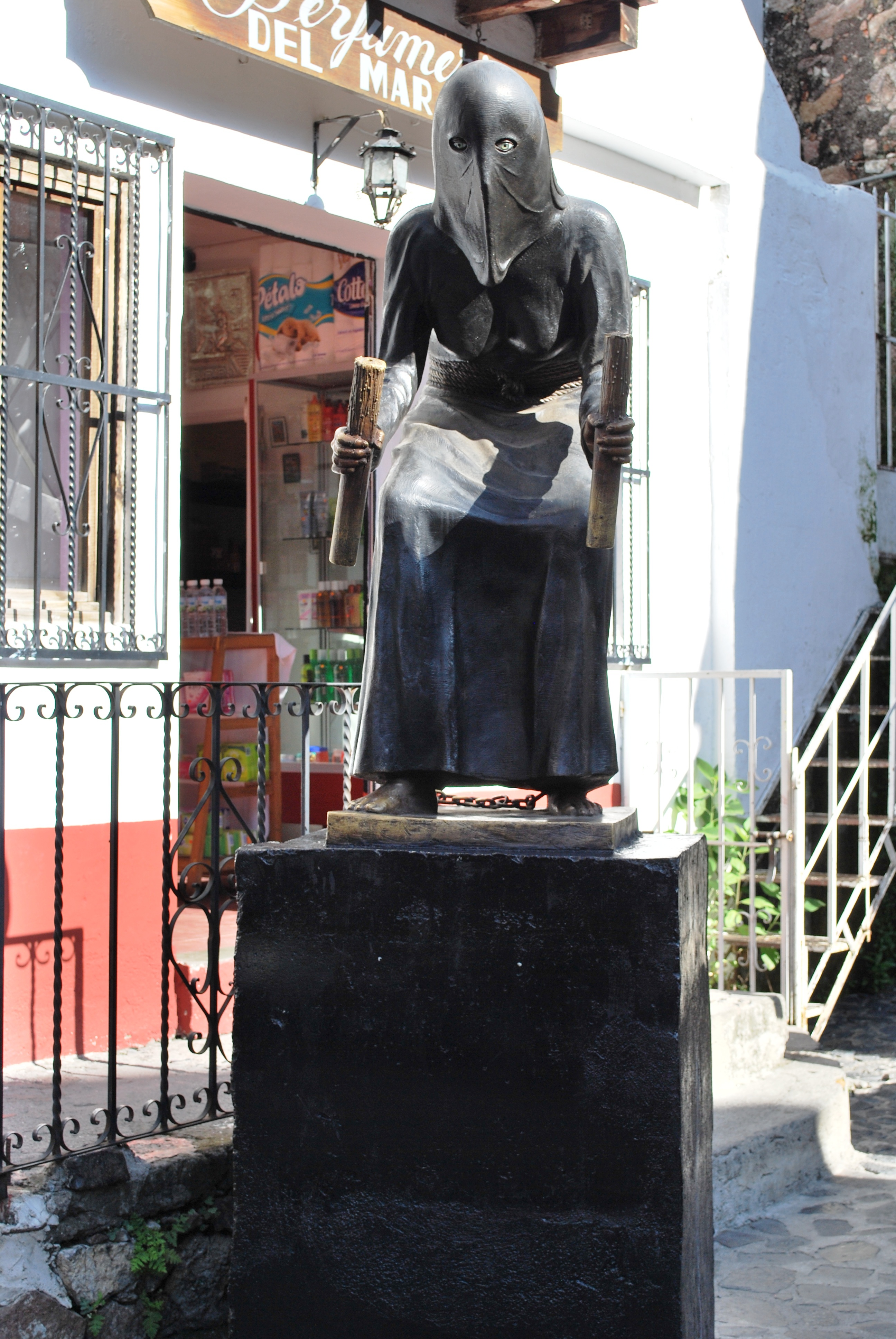
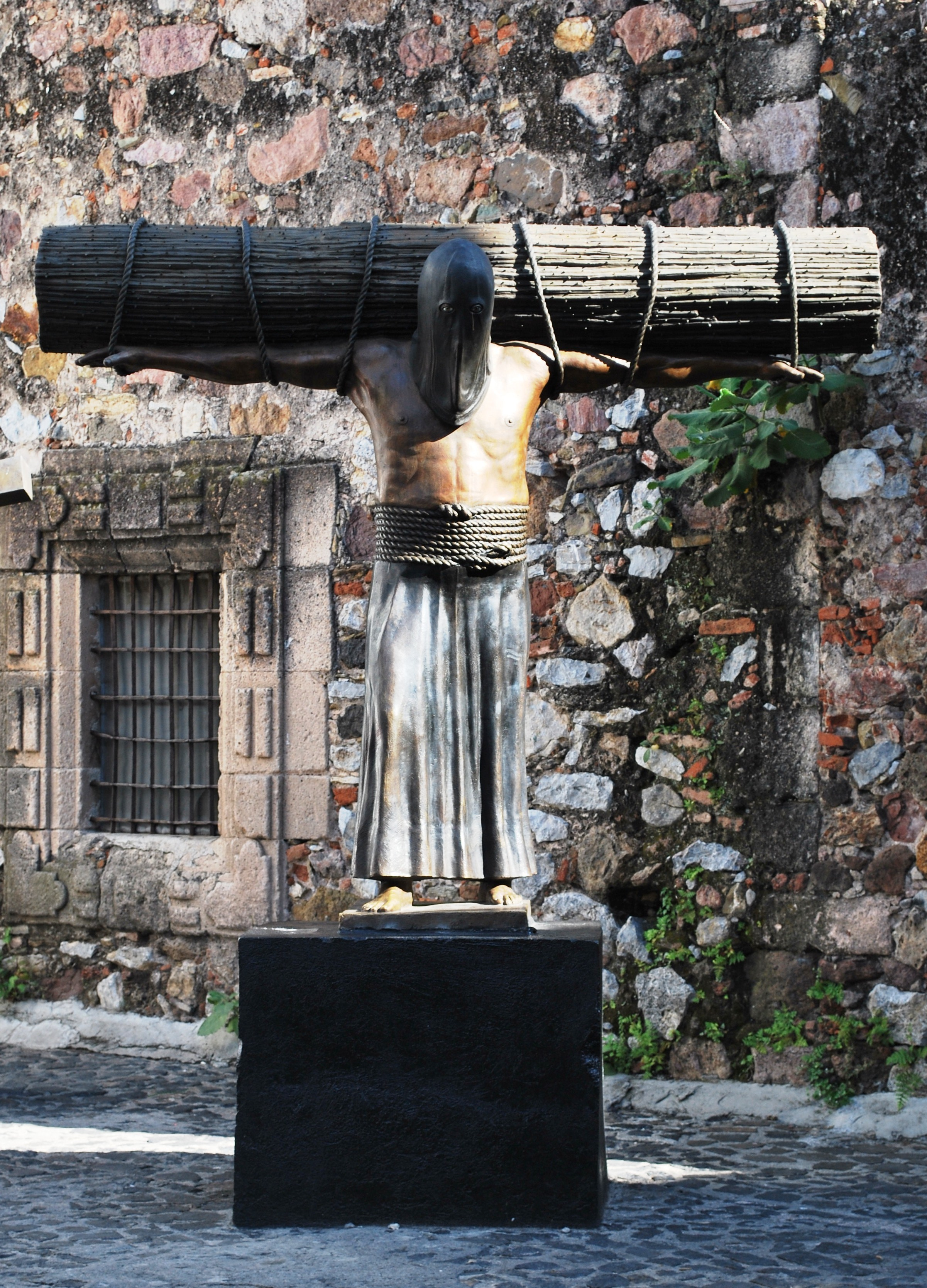
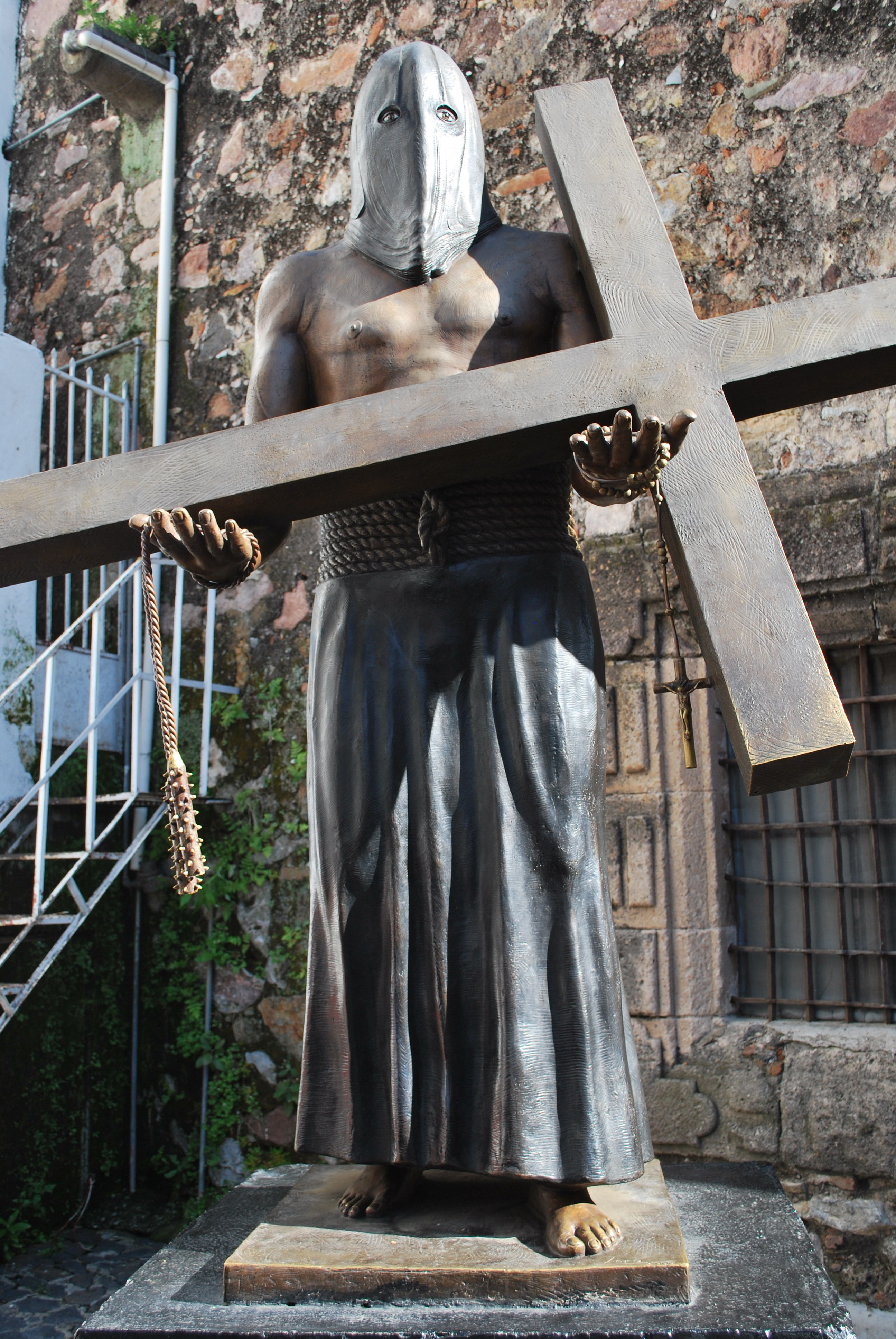

## 外部連結
- El Portal de Taxco de Alarcón （页面存档备份，存于） Taxcolandia.com (Official Portal of Taxco)
- Ayuntamiento de Taxco de Alarcón （页面存档备份，存于） Official Government Website